# Olympische Winterspiele 1932/Teilnehmer (Rumänien)
| Gelbes Symbol für Goldmedaillen mit stilisierten Olympischen Ringen | Graues Symbol für Silbermedaillen mit stilisierten Olympischen Ringen | Braundes Symbol für Bronzemedaillen mit stilisierten Olympischen Ringen |
| ------------------------------------------------------------------- | --------------------------------------------------------------------- | ----------------------------------------------------------------------- |
| —                                                                   | —                                                                     | —                                                                       |

Rumänien nahm an den III. Olympischen Winterspielen 1928 in Lake Placid mit einer Delegation von vier Athleten teil. Diese nahmen nur am Bobbewerb teil.
| Bob | Dumitru Hubert Alexandru Papană                                  | Zweierbob | 4 | Rumänien |
| Bob | Dumitru Hubert Alexandru Ionescu Alexandru Papană Ulise Petrescu | Viererbob | 6 | Rumänien |